# Kościół katolicki obrządku bizantyjsko-włoskiego
Kościół katolicki obrządku bizantyjsko-włoskiego (Cerkiew italoalbańska lub italogrecka) – biskupi kościół wschodni, działający na terenie Włoch oraz wśród emigrantów italoalbańskich w Ameryce i Europie, uznający władzę i autorytet papieża.
Obecnym zwierzchnikiem Kościoła jest Arcybiskup Piana Degli Albanesi – Giorgio Demetrio Gallaro.

## Nazwa
Oficjalną i urzędową nazwą kościoła jest Kościół katolicki obrządku bizantyjsko-włoskiego. Zdecydowana większość wyznawców Kościoła to Albańczycy, dlatego nazywany jest on Kościołem italo-albańskim. Jest to także jeden z Kościołów greckokatolickich, przez co bywa nazywany Italo-Albańską Cerkwią Katolicką bądź Kościołem italo-greckim. Często stosowaną nazwą jest Italo-Albański Kościół Katolicki lub Kościół włosko-grecki.

## Struktura
Italo-albański Kościół katolicki nigdy nie zerwał jedności z Kościołem rzymskokatolickim, jednak liturgia, jakiej używa, jest podobna do używanej w Cerkwi prawosławnej. Kościół składa się z dwóch diecezji: kalabryjskiej i sycylijskiej oraz opactwa terytorialnego Santa Maria di Grottaferrata, działającego wokół założonego w XI wieku klasztoru Świętej Maryi w Grottaferrata w pobliżu Rzymu, któremu papież Pius XI w 1937 roku nadał status opactwa (nullis). W każdej diecezji znajduje się niższe seminarium duchowne, a w opactwie Grottaferrata mieści się Seminarium Pontyfikalne.
Wierni Kościoła katolickiego obrządku bizantyjsko-włoskiego żyją we wspólnocie na południu Włoch, głównie w Kalabrii i na Sycylii oraz w diasporze w państwach Europy i Ameryki. Zwierzchnikiem Kościoła jest arcybiskup sycylijski, który nosi tytuł Arcybiskupa Piana Degli Albanesi. W każdej diecezji znajduje się po jednym diakonie stałym. Liczba wyznawców szacowana jest na ponad 70 tysięcy osób. Zdecydowana większość wyznawców to Albańczycy, następnie Grecy i nieliczna grupa miejscowych Włochów.

## Historia

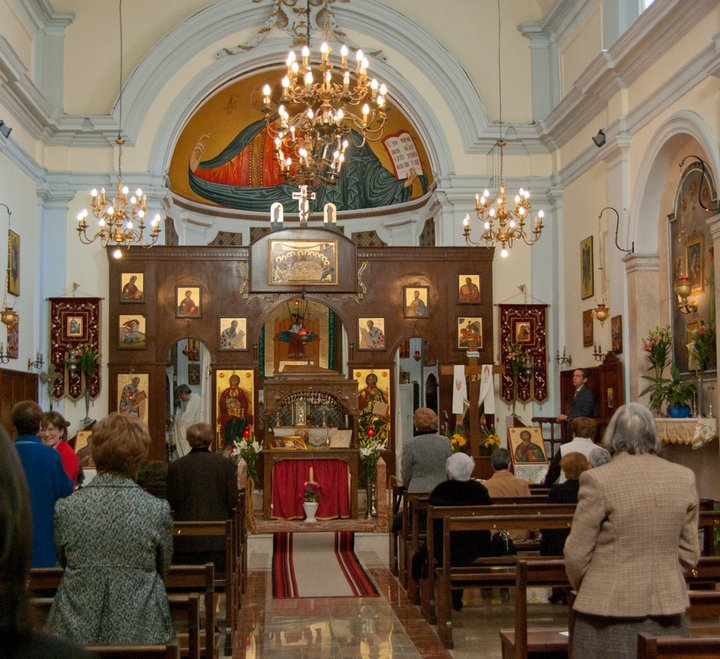
Ikonostas w Piana degli Albanesi

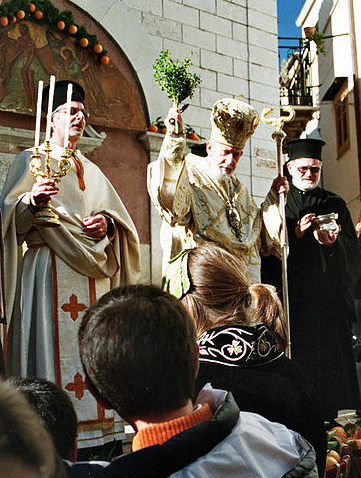
Eparcha sycylijski

Katolicy obrządku bizantyjskiego, którzy zamieszkują Kalabrię i Sycylię we Włoszech, należą do Kościoła rytu italo-albańskiego.
W starożytności Sycylia i południe Włoch posiadały liczne kolonie i wpływy greckie. Jednakże już w pierwszych wiekach chrześcijaństwa obszar ten został podporządkowany jurysdykcji biskupa Rzymu i stopniowo zaczął się proces ich latynizacji. W VI wieku Sycylia, Kalabria, Apulia i Otranto zostały przyłączone przez cesarza Justyniana do Bizancjum. Na Sycylii, licznie zamieszkanej przez Greków, ludność posługiwała się językiem greckim i łacińskim, bowiem jurysdykcyjnie podlegała papieżowi. Już w VIII wieku cesarz Leon III przekazał Sycylię pod władzę patriarchy Konstantynopola, co trwało do początków XI wieku, kiedy wyspa została zdobyta przez Normanów, którzy jurysdykcję kościelną nad zdobytymi ziemiami ponownie powierzyli w ręce metropolity rzymskiego. Dotychczas Kościół rytu wschodniego przechodził przez "Złoty Wiek" na południu Włoch, posiadając tam wiele klasztorów i cerkwi. Normanowie zaczęli powoli rozbijać wschodnią strukturę Kościoła przez usuwanie greckich eparchów i zastępowanie ich biskupami łacińskimi. Wierni Kościoła wschodniego przechodzili na ryt łaciński, a diecezje i tradycje cerkiewne zaczęły z czasem zanikać.
Proces ten wstrzymał się dopiero w XV wieku, kiedy to uciekając przed natarciem Turków, na południe Włoch przeniosło się wielu emigrantów albańskich, przyłączając się do nielicznej greckiej wspólnoty kościelnej obrządku bizantyjskiego, tak że jedna trzecia tej wspólnoty odtąd składała się już z Albańczyków a nie Greków. Nie wszyscy jednak Albańczycy, którzy emigrowali do Włoch, należeli do Kościoła prawosławnego, ponieważ wielu z nich pochodziła z północy Albanii, gdzie należeli do Kościoła rzymskokatolickiego, praktykując obrządek rzymski. Ci Albańczycy szybko się asymilowani z miejscową ludnością, ale dotąd prawosławni Albańczycy, chociaż emigrując do Włoch przechodzili na katolicyzm, zachowywali swoje dawne, prawosławne tradycje i przyłączali się do katolickiej, ale praktykującej ryt bizantyjski wspólnoty greckiej. Podporządkowywali się oni jednak łacińskim, miejscowym biskupom, zgodnie z papieskim dokumentem Romanum Pontifex Piusa IV z 16 lutego 1564 roku, a w 1595 roku papież mianował pierwszego eparchę dla wiernych rytu bizantyjsko-włoskiego.
Ważnym wydarzeniem dla wspólnoty italo-albańskiej było otwarcie w 1716 roku w Piano domu Księży Oratorianów od Świętego Filipa Neri, poświęconemu działalności duszpasterskiej w rycie bizantyjskim. W 1732 roku papież Klemens XII utworzył dla obrządku italo-albańskiego specjalistyczne kolegium, w San Benedetto Ullano w Kalabrii, które miało za główne zadanie dobre przygotowanie kleryków dla wiernych tego obrządku. Podobne kolegium w 1734 roku założono w Palermo na Sycylii. Seminarzyści bardziej zaawansowani w studiach teologicznych udawali się na dalsze studia do założonego w 1577 roku Kolegium Greckiego w Rzymie.
W 1742 roku papież Benedykt XIV opublikował Konstytucję apostolską Etsi Pastoralis, za pośrednictwem której chciał nadać właściwy charakter wiernym rytu bizantyjskiego wobec wiernych rytu łacińskiego, otwierając tym samym drogę ku uznaniu w Kościele obu obrządków jako sobie równorzędnych. W 1784 roku papież Pius VI ustanowił na Sycylii zwykłą prałaturę. W 1794 roku kolegium zostało przeniesione do klasztoru Świętego Adriana w San Demetrio Corone.
Podczas II wojny światowej seminarium w Palermo zostało zniszczone. W 1946 roku przeniesiono je do Piana degli Albanesi. Papież Benedykt XV ustanowił w Grottaferrata Seminarium Pontyfikalne oraz diecezję obrządku bizantyjsko-włoskiego, obejmującą kontynentalne Włochy, ze stolicą w Lungro. W 1937 roku papież Pius XI konstytucją Apostolica Sedes ustanowił dla rytu italo-albańskiego na Sycylii diecezję w Piana degli Albanesi. W 1960 roku decyzją Stolicy Apostolskiej została ustanowiona jurysdykcyjna jedność diecezjalna aż do terenów Mezzojuso, Palazzo Adriano i Contessa Entellina, tak że żyjący tam wierni rytu łacińskiego zależą od diecezji rytu bizantyjskiego.